# Joan Beaufort (Königin von Schottland)

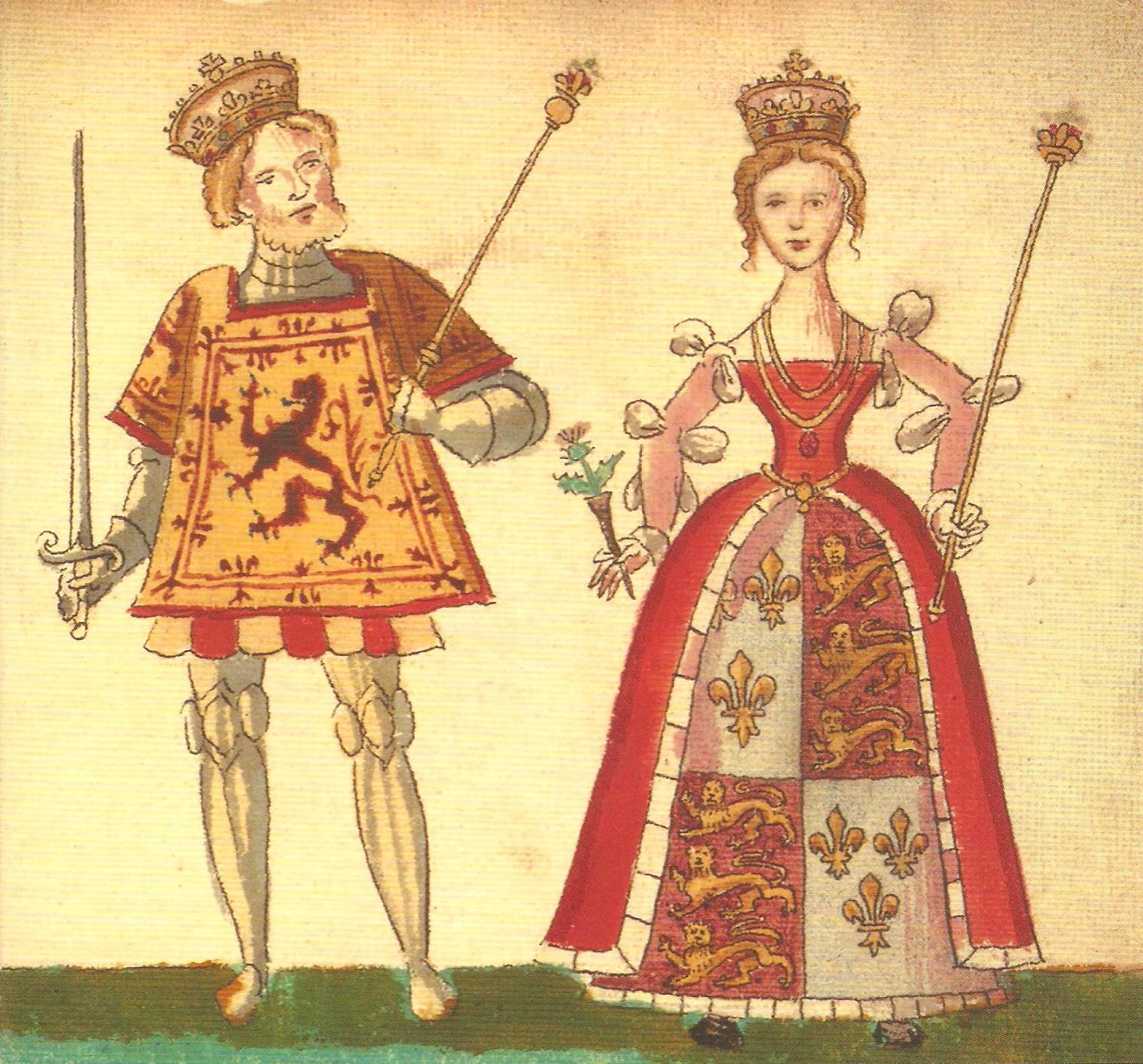
Jakob I. und Joan Beaufort

Lady Joan Beaufort (* 1406; † 15. Juli 1445 auf Dunbar Castle) war eine englische Adlige und als Gattin König Jakobs I. Queen Consort von Schottland.

## Leben
Sie war das vierte Kind und die erste Tochter von John Beaufort, 1. Earl of Somerset, und Margaret Holland. Sie war eine Enkelin des englischen Prinzen John of Gaunt, 1. Duke of Lancaster.
Am 14. Februar 1424 heiratete sie in Southwark bei London den schottischen König Jakob I. Dieser befand sich seit 1406 in englischer Gefangenschaft. Jakob hatte sich während seiner Gefangenschaft in England in Lady Joan Beaufort verliebt und widmete ihr das Poem The Kingis Quair. Mit dem Vertrag von London im Dezember 1423 war Jakobs Freilassung gegen ein Lösegeld von 40.000 Pfund vereinbart worden. Er heiratete Joan, noch bevor er im April 1424 gegen Stellung von Geiseln zur Sicherung der Lösegeldzahlung freigelassen wurde. Nach ihrer Ankunft in Schottland wurde Jakob I. im Mai 1424 formell zum König von Schottland gekrönt. 
Sie hatten acht gemeinsame Kinder, bevor Jakob 1437 ermordet wurde:
- Margaret (* 25. Dezember 1424; † 16. August 1445) ⚭ Ludwig XI., König von Frankreich
- Isabel († 1494) ⚭ Franz I., Herzog der Bretagne
- Johanna († 16. Oktober 1486) ⚭ (1) James Douglas, 3. Earl of Angus, ⚭ (2) James Douglas, 1. Earl of Morton
- Alexander (* und † 16. Oktober 1430), Zwillingsbruder zu
- Jakob II. (* 16. Oktober 1430; † 3. August 1460), König von Schottland
- Eleanor (* 1433; † 20. November 1480), (auch: Eleonore) ⚭ Siegmund von Tirol
- Maria († 20. März 1465), Countess of Buchan, ⚭ Wolfhart VI. von Borsselen
- Annabella († 1458) ⚭ George Gordon, 2. Earl of Huntly.

Beim Mordanschlag auf ihren Mann wurde auch sie schwer verwundet, überlebte aber. Von 1437 bis 1439 übernahm sie zusammen mit Archibald Douglas, 5. Earl of Douglas die Regentschaft für ihren minderjährigen Sohn und neuen König Jakob II.
1439 wurde die Königinwitwe (Queen Dowager Joan of Scotland) gegen ihren Willen in zweiter Ehe mit James Stewart, genannt Black Knight of Lorn (der schwarze Ritter von Lorn), verheiratet, mit dem sie weitere drei Söhne hatte:
- John (um 1440–1512), 1. Earl of Atholl 1457
- James († 1499), 1. Earl of Buchan 1469
- Andrew (1443–1501), Bischof von Moray 1483

Wie ihr erster Gatte ist auch Joan Beaufort im Kartäuserkloster in Perth begraben.